# بنیاد نرم‌افزار آپاچی

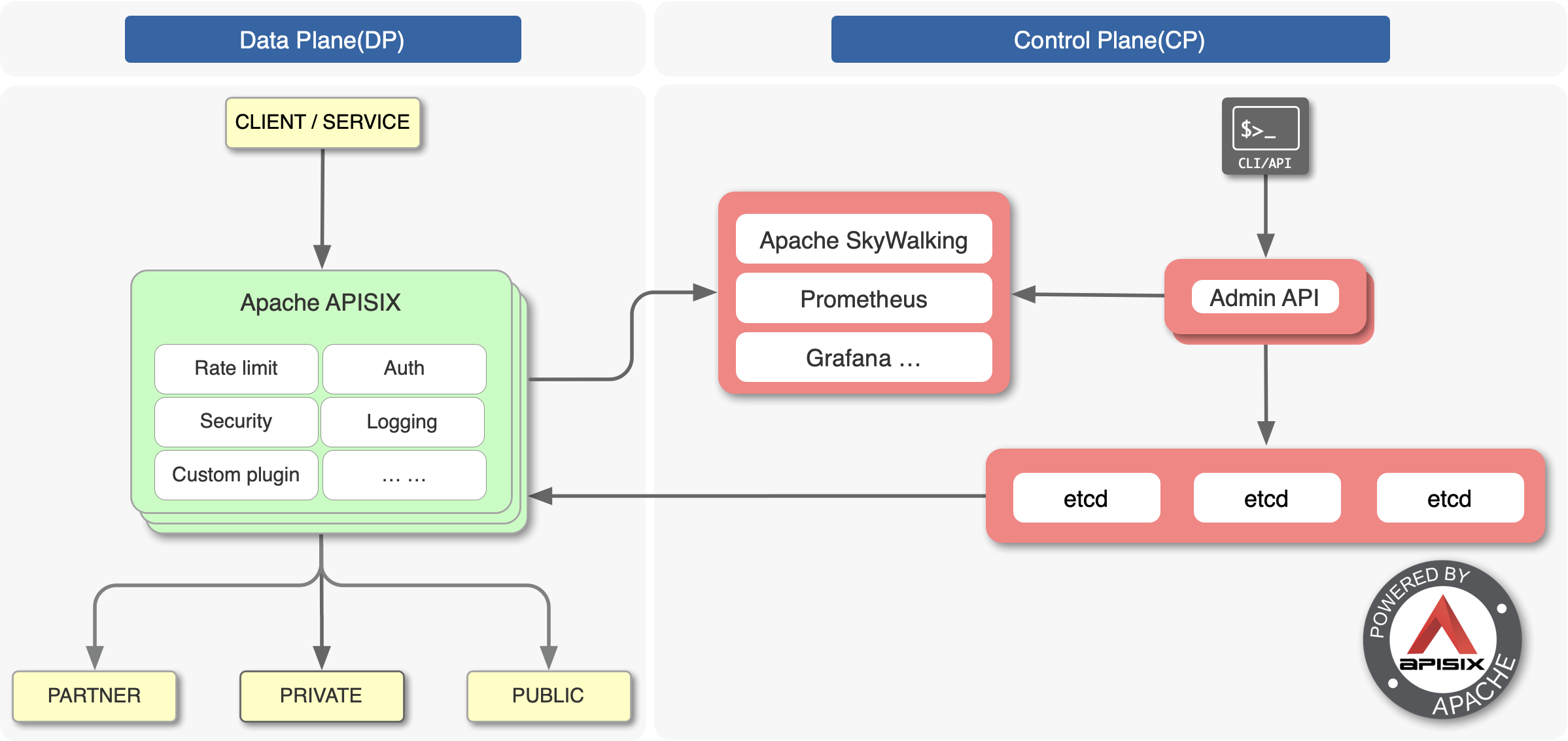
بنیاد نرم‌افزار آپاچی

بنیاد نرم‌افزار آپاچی (به انگلیسی: Apache Software Foundation) که با کوته‌نوشت ASF نیز شناخته می‌شود، یک سازمان غیرانتفاعی است که در دستهٔ شرکت‌های معاف از مالیات در آمریکا قرار دارد و فعالیتش پشتیبانی و توسعهٔ پروژه‌های مختلف نرم‌افزار آزاد و متن باز است. از میان این نرم‌افزارها می‌توان به وب‌سرور آپاچی اشاره‌کرد. بنیاد نرم‌افزار آپاچی، از گروه آپاچی و با استفاده از قوانین ادغام در ایالت دلاویر، در ۲۵ مارس ۱۹۹۹ آغاز به کار کرد.
بنیاد نرم‌افزاری آپاچی از گردهمایی توسعه‌گران غیرمتمرکز پدید آمده‌است. نرم‌افزارهای تولید شده این بنیاد تحت اجازه‌نامه آپاچی قرار دارند که یک پروانه نرم‌افزار آزاد است. مدیران توسعهٔ پروژه‌های نرم‌افزاری، توسط متخصصانِ فعال گروه انتخاب می‌شوند. بنیاد نرم‌افزار آپاچی بر پایه شایسته‌سالاری کار می‌کند. به گونه‌ای که اعضای این بنیاد تنها به صورت داوطلبانه در پروژه‌های این بنیاد شرکت می‌نمایند. بنیاد نرم‌افزار آپاچی به عنوان نسل دوم سازمان‌های مرتبط با متن باز شناخته شده‌است.

## تاریخچه
تاریخچهٔ بنیاد آپاچی و وب‌سرور آپاچی که در سال ۱۹۹۴ (میلادی) آغاز به‌کار کرد، به همدیگر پیوند خورده‌است. گروهی از ۸ توسعه‌گر کار را بر روی کارساز ان‌سی‌اس‌ای اچ‌تی‌تی‌پی‌دی آغاز نمودند. که بعدها به نام گروه آپاچی مشهور شدند. در ۲۵ مارس ۱۹۹۹ بنیاد آپاچی شکل گرفت. نخستین ملاقات رسمی با این بنیاد در ۱۳ آوریل ۱۹۹۹ و طبق رضایت عمومی اعضا، فهرست اعضای بنیاد آپاچی به صورت برایان بلندورف، کن کوار، مارک کوکس، لارس الیبرچ، رالف‌اس‌انگلسچال، روی‌تی‌فیلدینگ، دین گاجت، بن هاید، جیم چاگیلسکی، الکسی کوزات، مارتین کریمر، بن لوری، داگ مک‌اچرن، آرام میرزاده، سمیر پارخ، کلیف اسکونیلک، مارک اسلمکو، ویلیام اتودارد، پاول ساتون، رندی تبیرش، درک‌ویلیام ون‌گولیک معرفی شدند. پس از برگزاری چند نشست دیگر، اعضای تعیین‌شدهٔ هیت مدیره، سایر مسائل حقوقی در مورد ترکیب را حل نموده، به صورت مؤثر در تاریخ ۱ سال ۱۹۹۹ این بنیاد شکل گرفت.

## پشتیبانان مالی
پشتیبانان مالی بنیاد نرم‌افزار آپاچی شامل شرکت‌های فناوری اطلاعات از قبیل گوگل، یاهو!، مایکروسافت، هیولت پاکارد، کوال‌نت، آی‌اوام‌آ، ایرپلاس اینترنشنال، بلوناگ، انتوت، جوست، متیو مولنگ، سرمایه‌گذاری توسیگما، می‌توان نام برد.
این شرکت‌ها بر پایه معیارِ پرداخت، به گروه‌های زیر تقسیم می‌شوند:
| طبقه‌بندی | از $ / سال | حامی مالی               |
| -------- | ---------- | ----------------------- |
| پلاتینی  | ۱۰۰٬۰۰۰$   | گوگل، یاهو!، مایکروسافت |
| طلایی    | ۴۰٬۰۰۰ $   | هیلوت‌پاکارد، فیس‌بوک     |
| نقره‌ای   | ۲۰٬۰۰۰ $   | کوالنت، آی‌اوام‌آ         |
| برنز     | ۵٬۰۰۰ $    | سایر                    |

پشتیبانان مالی، بنا به سطحی که در آن قرار دارند (بر پایه جدول بالا)، پشتیبانان متفاوتی را از بنیاد آپاچی دریافت می‌نمایند و در وبگاه مربوط به بنیاد از آن‌ها یاد می‌شود.

## اعضای هیئت مدیره
وظیفهٔ اعضای هیئت مدیرهٔ بنیاد آپاچی، نظارت بر فعالیت‌ها و امور به عنوان مرکز اصلی برقراری ارتباطاتِ مربوط به پروژه‌های این بنیاد است. از اصلی‌ترین وظایف این هیئت مدیره، تخصیص منابع به پروژه‌ها، مدیریت خدماتی برای شرکت، مانند کسب بودجه و نیز بررسی و حل مسائل حقوقیِ مرتبط با شرکت است. هیئت مدیره از تصمیم‌گیری برای پروژه‌ها خودداری می‌نماید؛ زیرا این وظیفه به اعضای مدیریت‌کنندهٔ پروژه‌های واگذار شده‌است. هر سال برای انتخاب هیئت مدیرهٔ بنیاد، انتخاباتی برگزار می‌شود که بر پایه آخرین انتخابات، افراد زیر عضو هیئت‌مدیره شده‌اند:
- شین کوکورو
- داگ کاتینگ
- برتراند دلاکرتاز
- روی تی فیلدینگ
- جیم جگلسکی (مدیر هیئت مدیره)
- سام رابی
- نورین شیرلی
- گرگ استین
- هنری یاندل

## پروژه‌ها
پروژه‌های فهرست شده در زیر، شامل تمام پروژه‌های فعال و سطح‌بالای آپاچی است:
| نام پروژه                    | توضیحات |
| ---------------------------- | --- |
| وب‌سرور آپاچی                 | در سال ۲۰۱۰ به عنوان برترین وب‌سرور بود.                                                                                             |
| آپاچی اپن‌آفیس                | رقیب مهم مایکروسافت آفیس، ادامه‌ای بر پروژه متوقف شدهٔ اپن‌آفیس.اوآرجی                                                                 |
| اکتیوکیوام                   | خدمات پیام جاوا ۱٫۱ (جی‌ام‌اس) واسط پیام                                                                                              |
| آنت                          | ابزار ساخت مبتی بر خطِ فرمان |
| زمان‌اجرای قابل‌حمل جاوا (APR) | |
| آرکیوا                       | نرم‌افزار مدیریت نگهداری |
| اکسیس                        | چهارچوب مبتنی بر اکس‌ام‌ال کارساز وب                                                                                                  |
| بیهایو                       | مدلسازی تجسمیِ اشیا |
| کمل                          | موتور مبتنی بر قانونِ برای مسیریابی و تبدیل                                                                                          |
| کاساندرا                     | سامانهٔ میدیرت پایگاه‌داده توزیع‌شده برای پایگاه‌داده‌های ساختاریافته (استفاده شده برای سامانهٔ پایگاه‌دادهٔ نواس‌کیوال)                     |
| کاین                         | چهارچوب اوارام‌اف |
| کوکون                        | چهارچوبی برای پردازش اکس‌ام‌ال |
| کامانز                       | چندین ابزار با قابلیت استفادهٔ مجدد به زبان جاوا                                                                                     |
| کانتینوم                     | کارساز یکپارچه‌سازی |
| کاوچ‌دی‌بی                     | پایگاه‌داده‌ای برای اسنادِ جی‌اس‌اوان |
| آپاچی سی‌اف‌اکس                | چهارچوب خدمات‌رسانی |
| پروژه پایگاه‌داده آپاچی       | راه‌حل‌های مختلف پایگاه‌داده، شامل دربی (پایگاه‌داده‌ی‌ای به زبان جاوا)                                                                   |
| آپاچی هدوپ                   | مجموعه‌ای از ابزارهای نرم‌افزاری متن‌باز است که حل مسائل با داده‌های بسیار بزرگ را از طریق استفاده از تعداد زیادی رایانه، تسهیل می‌بخشد. |